# Haarmücken
Die Haarmücken (Bibionidae) sind eine Familie der Zweiflügler (Diptera) und gehören zu den Mücken (Nematocera). Weltweit leben etwa 700 Arten dieser Tiergruppe, davon sind etwa 50 Arten aus Europa bekannt. Hinzu kommen noch 344 beschriebene fossile Arten. Es handelt sich um mittelgroße Mücken.

## Merkmale
Bei den Haarmücken handelt es sich um stark behaarte und dunkle Mücken, die im Aussehen beinah schon fliegenähnlich sind. Als klassisches Mückenmerkmal fallen jedoch die langen und gleichmäßig gegliederten Antennen auf (2 Basalglieder mit darauf folgender vielgliedriger Geißel), welche jedoch für Mückenvertreter relativ kurz und gedrungen ausgebildet sind. Die Männchen besitzen sehr große Facettenaugen, deren oberer Teil aus großen, der untere Teil aus kleinen Einzelaugen besteht. Die Augen stoßen auf der Kopfoberseite zusammen und sind behaart. Dieser Augentyp ermöglicht offensichtlich eine Stabilisierung des Fluges in der horizontalen Ebene. Bei den Weibchen sind die Augen viel kleiner, einheitlich facettiert und unbehaart. Die Weibchen besitzen außerdem einen Grabdorn an den Vorderbeinen (genauer an den Tibien). Bei vielen Arten unterscheiden sich die Geschlechter auch in der Färbung, die Männchen sind schwarz und die Weibchen rot- bis gelbbraun.

## Lebensweise
Die Haarmücken kommen besonders im Frühjahr, manchmal auch im Herbst, in großen Schwärmen vor. Sie sind meist gute Flieger, die Gartenhaarmücke (Bibio hortulanus) ist allerdings recht träge und auch zu Fuß nicht sonderlich flink. Sie stechen nicht und haben eine nicht unwesentliche Bedeutung bei der Bestäubung von frühblühenden Obstbäumen. Sie ernähren sich dabei von Nektar und Honigtau. Die Märzfliege oder auch Markusfliege (Bibio marci) sitzt meist in Gebüschen. Sie ist nach dem heiligen Markus benannt, da sie in der Zeit um dessen Gedenktag (25. April) besonders häufig auftritt.
Zur Paarung finden sich die Partner in den Schwärmen, die Kopulation beginnt dabei meist in der Luft und endet am Boden. Die Männchen der Märzfliege fliegen dabei alle fliegenden Objekte, die im oberen Augenteil abgebildet werden, an und attackieren diese. Handelt es sich um ein Weibchen, so wird es zur Paarung ergriffen.
Die Eier werden in humusreichem Boden abgelegt, wobei der Humusduft wahrscheinlich die Auffindung bedingt. Die Eier werden einzeln oder in kleinen Gelegen in den Boden eingegraben, wobei jedes Weibchen bis zu 3.000 Eier legen kann.

## Larvalentwicklung

Larven der Haarmücke

Die Junglarven sind häufig stark behaart, die späteren Stadien besitzen stachelige Fortsätze, die in der Länge variieren können. Das Tracheensystem besitzt zehn offene Stigmenpaaren. Die Larven kommen oft gehäuft vor, wobei in den oberen Humusschichten manchmal gewaltige Massen auftreten können, vor allem im Wald unter Falllaub oder in der Nähe von Totholz und Baumstubben. Sie leben von faulenden Pflanzenteilen und sind wichtige Humusbildner (Saprophage). Bei Massenauftreten, eventuell auch bei Trockenheit, greifen die Larven allerdings auch die Wurzeln lebender Pflanzen an und können dadurch vor allem nach der Überwinterung (immer als Larve, bei der Johannis-Haarmücke (Bibio johannis) etwa im zweiten Larvenstadium) schädlich werden. Die Larven sind ziemlich unempfindlich gegen Kälte. Die Puppe besitzt nur ganz kurze Atemhörner und lebt im Boden. Die Haarmücken haben meist nur eine Generation im Jahr, bei der Dunkelflügeligen Haarmücke (Dilophus febrilis), die als Bestäuber von Obstbäumen wichtig ist, kommen zwei Generationen vor.

## Gattungen
Die drei in Europa vorkommenden Haarmückengattungen Penthetria, Dilophus und Bibio unterscheiden sich hinsichtlich des Vorkommens von Grabdornen am distalen Ende der Tibia:

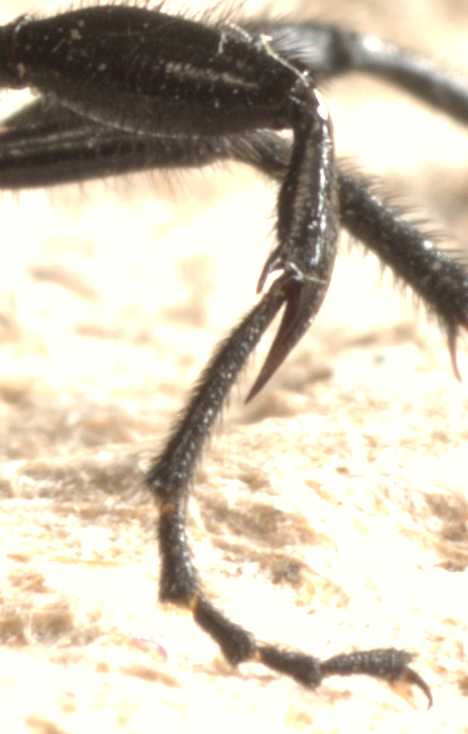
Vorderbein einer weiblichen Märzfliege (Bibio marci) mit Grabdorn am distalen Ende der Tibia.

- Tibien ohne Enddorn: Penthetria Meigen
- Tibien der Vorderbeine mit einem Kranz von Dornen: Dilophus Meigen – z. B. Dunkelflügelige Haarmücke
- Tibien der Vorderbeine mit kräftigem Enddorn: Bibio Geoffroy – z. B. Märzfliege

## Fossile Belege
Aus der Oberen Trias Nordamerikas (Dan River Formation) sind stark zerdrückte Exemplare von Vertretern dieser Familie bekannt. Der älteste fossile Beleg einer komplett erhaltenen Haarmücke stammt aus kreidezeitlichem Kanadischem Bernstein. Es handelt sich um die Art Plecia myersi. Weitere Funde aus dem Mesozoikum stammen aus einer Lagerstätte des Unteren Jura in Deutschland, aus Sibirischem Bernstein und kreidezeitlichen Ablagerungen in Zentralafrika, Südamerika und Schottland. Die Familie ist mit mehreren Gattungen darüber hinaus aus verschiedenen tertiären Lagerstätten nachgewiesen (z. B. aus Baltischem Bernstein, Mexikanischem Bernstein und Dominikanischem Bernstein).